# Lisianthius longifolius
Lisianthius longifolius là một loài thực vật có hoa trong họ Long đởm. Loài này được L. mô tả khoa học đầu tiên năm 1767.